# Imigração portuguesa no Suriname
Os luso-surinameses são cidadãos surinameses de ascendência portuguesa.
Em 1853, os primeiros portugueses chegaram da ilha portuguesa da Madeira, tendo sido patrocinados por uma coligação de fazendeiros e pelo governo colonial. Na verdade, eles estavam a caminho da Guiana Inglesa, onde os fazendeiros também buscaram fontes alternativas de trabalho após a abolição da escravatura, mas acabaram no Suriname. Um total de 500 madeirenses vieram como trabalhadores contratados para o Suriname. Ao final do contrato, eles deixaram os campos e buscaram uma existência no mercado. Em anos posteriores, mais imigrantes da Madeira e da Guiana Inglesa chegaram ao Suriname, porém, não mais como trabalhadores contratados, mas como imigrantes livres.
Os judeus sefarditas portugueses estabeleceram-se entre os séculos XV e XVI antes da chegada dos holandeses. Os primeiros judeus portugueses vieram da Holanda, Portugal e Itália para se estabelecerem na antiga capital Torarica.
Luso-surinamenses notáveis
- Kenneth Gonçalves